# أنطونيو كوريا دي أوليفيرا
أنطونيو كوريا دي أوليفيرا (بالبرتغالية: António Correia d'Oliveira) هو مؤلف وكاتب وشاعر برتغالي، ولد في 30 يوليو 1878 في São Pedro do Sul, Portugal ‏ في البرتغال، وتوفي في 20 فبراير 1960 في إسبوسيندي في البرتغال.